# Christnach
Christnach (en luxemburguès: Chrëschtnech; en alemany: Christnach) és una vila de la comuna de Waldbillig, situada al districte de Grevenmacher del cantó d'Echternach. Està a uns 22 km de distància de la ciutat de Luxemburg.

## Història
Christnach és una de les viles més boniques del Gran Ducat de Luxemburg i un model per la preservació del seu patrimoni arquitectònic. Hi ha bonics parcs. A l'antic molí d'oli es troba sobre la seva porta un relleu policromat de la Mare de Déu dels Dolors. El poble també és famós pel seu camp de golf de 18 clots, que s'estén cap a l'est, entre Waldbillig i Mullerthal.